# Lance Kinsey
Lance Kinsey (Calgary, Alberta, Kanada 1959. június 13.) kanadai színész.
Legismertebb szerepe Proctor volt a Rendőrakadémia-sorozatban.

## Élete és pályafutása
17 évesen a MIT-re járt, ahol színészetet tanult, majd a St. Catherines Főiskolára járt.

## Filmjei
- The Chicago Story (1981)
- Things Are Tough All Over (1982)
- Class (1983)
- Doctor Detroit (1983)
- Rendőrakadémia 2. (1985)
- Rendőrakadémia 3. (1986)
- Rendőrakadémia 4. (1987)
- Rendőrakadémia 5. (1988)
- Rendőrakadémia 6. (1989)
- Wedding Band (1989)
- Masters of Menace (1990)
- Honeymoon Academy (1990)
- Club Fed (1990)
- Why Me? (1990)
- Hero (1992)
- National Lampoons Loaded Weapon 1 (1993)

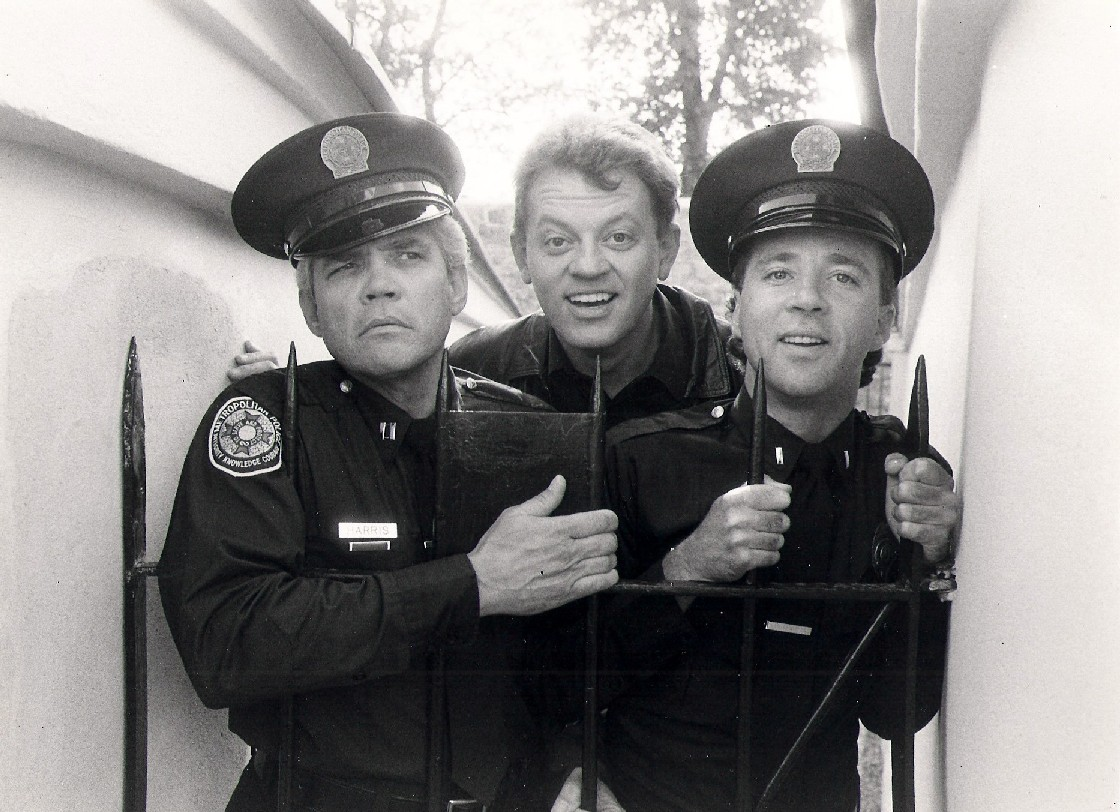
Lance Kinsey színésztársai, G.W. Bailey és David Graf társaságában

- A báránysültek hallgatnak (1994)